# PHP-Fusion
PHP-Fusion은 PHP와 MySQL 기반의 자유-오픈 소스 웹 프레임워크이다. 여러 수많은 기능들이 제공되지만 그 중 저작물 관리 시스템(CMS)과 연동된다.
PHP-Fusion이 로컬 또는 원격 위치의 웹 서버에 설치되어야 기능한다.
PHP-Fusion은 2007년 오픈 소스 CMS 어워드의 5개 위너 파이널리스트들 중 하나가 되었다.

## 같이 보기
- 블로그
- 저작물 관리 시스템 목록